# Batalla de Coronel
La batalla de Coronel o batalla del día de Todos los Santos fue un enfrentamiento naval de la Primera Guerra Mundial que se libró en aguas territoriales chilenas, a la altura de la bahía de Coronel, el 1 de noviembre de 1914. Los contendientes fueron una flota alemana comandada por el almirante Maximilian von Spee —compuesta por los cruceros acorazados SMS Scharnhorst (insignia) y SMS Gneisenau, y los cruceros ligeros SMS Leipzig, SMS Nürnberg y SMS Dresden— y una flota británica comandada por el almirante sir Christopher Cradock —compuesta por los cruceros acorazados HMS Good Hope (insignia) y HMS Monmouth, el crucero ligero HMS Glasgow y el crucero auxiliar Otranto—. La batalla finalizó con la victoria de los alemanes, que lograron hundir al Good Hope y el Monmouth. El almirante Cradock falleció en la acción.

## Preliminares de la batalla
El 12 de octubre de 1914, a los cruceros alemanes SMS Scharnhorst y SMS Gneisenau se les unió en la Isla de Pascua el Leipzig, que navegaba desde la costa mexicana, y el Dresden, que procedía del Atlántico Sur. El 19 de octubre Von Spee dio la orden de partir e hicieron escala en la isla de Más a Tierra, actual isla Robinson Crusoe,  en el archipiélago Juan Fernández. El 30 de octubre llegó a Valparaíso.
Asimismo, el 14 de octubre de 1914, el contralmirante Cradock se hallaba con su flota, anclada en las islas Malvinas, cuando recibió la orden de interceptar y destruir la escuadra alemana que venía por el Pacífico. Cradock zarpó de Puerto Stanley el 22 de octubre y se dirigió con su escuadra hacia el Pacífico vía Cabo de Hornos, sin el veterano HMS Canopus, un viejo acorazado pre-dreadnought. Cradock pidió reiteradamente refuerzos al jefe de Estado Mayor, Sir Frederick Doveton Sturdee, ya que su escuadra no estaba a la par con la alemana, pero su petición fue rechazada: la respuesta que recibió fue «Con lo que tiene es suficiente». 
Cradock había enviado al crucero Glasgow a aprovisionarse nuevamente de carbón en Coronel y a enviar telegramas al Almirantazgo: de ello tuvo conocimiento Von Spee, quien se dirigió con sus navíos a ese puerto. El Glasgow sirvió involuntariamente de cebo, mientras Cradock buscaba al crucero alemán Leipzig, el cual radiaba insistentemente mensajes.

## El combate

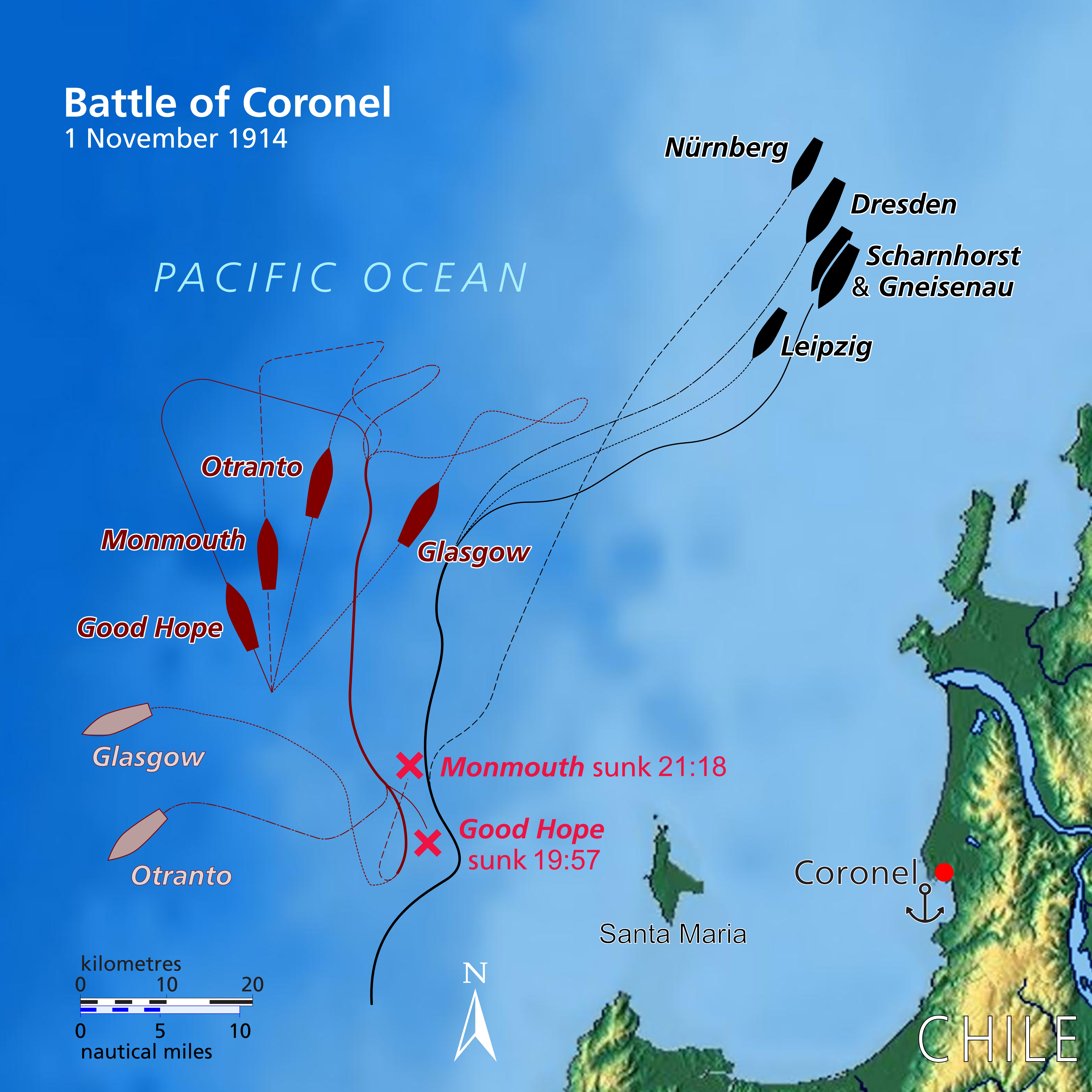
Movimientos de las flotas durante la batalla.

Ambas escuadras se avistaron al atardecer del 1 de noviembre a 50 millas al frente de la bahía de Coronel: la escuadra alemana provenía de alta mar hacia el este y la británica iba pegada a la costa hacia el norte.
Cradock pensó en un ataque rápido y viró hacia la escuadra alemana con el Good Hope y sus cañones de 235 mm; a su vez, Von Spee viró a babor y se colocó paralelo. El SMS Scharnhorst disparó hacia el Good Hope con un mayor peso y cadencia de tiro que el británico. El SMS Gneisenau disparó sobre los navíos menores. A la décima andanada, la escuadra británica estaba desbaratada.
Al anochecer, la escuadra alemana, sin mayores daños, dispersó a los restos de la escuadra británica.  El Good Hope y el Montmouth estaban gravemente dañados.
Una violenta explosión, al parecer en el pañol de municiones del Good Hope sirvió de referencia a los artilleros alemanes, quienes dispararon una salva en altura que cayó sobre el exánime navío y lo hizo estallar del mismo modo que el HMS Hood 27 años más tarde.
El Monmouth tenía un impacto a proa y se hundía lentamente; ya de noche (cerca de las 21 horas) se acercó el Nürnberg con su comandante, capitán del mar Karl von Schönberg, y remató al prácticamente hundido navío a cañonazos. El Glasgow y el Otranto huyeron mar adentro y luego hacia el sur, buscando la protección del acorazado Canopus, que en ese momento se encontraba a la altura de Chiloé. El rescate de náufragos británicos resultó imposible a causa de las grandes olas. Tras haberse reunido la escuadra alemana, se alejó del lugar hacia Valparaíso para reaprovisionarse. Ese simple hecho daría tiempo a Gran Bretaña para adelantarse a la próxima jugada de Spee.

## Análisis del combate

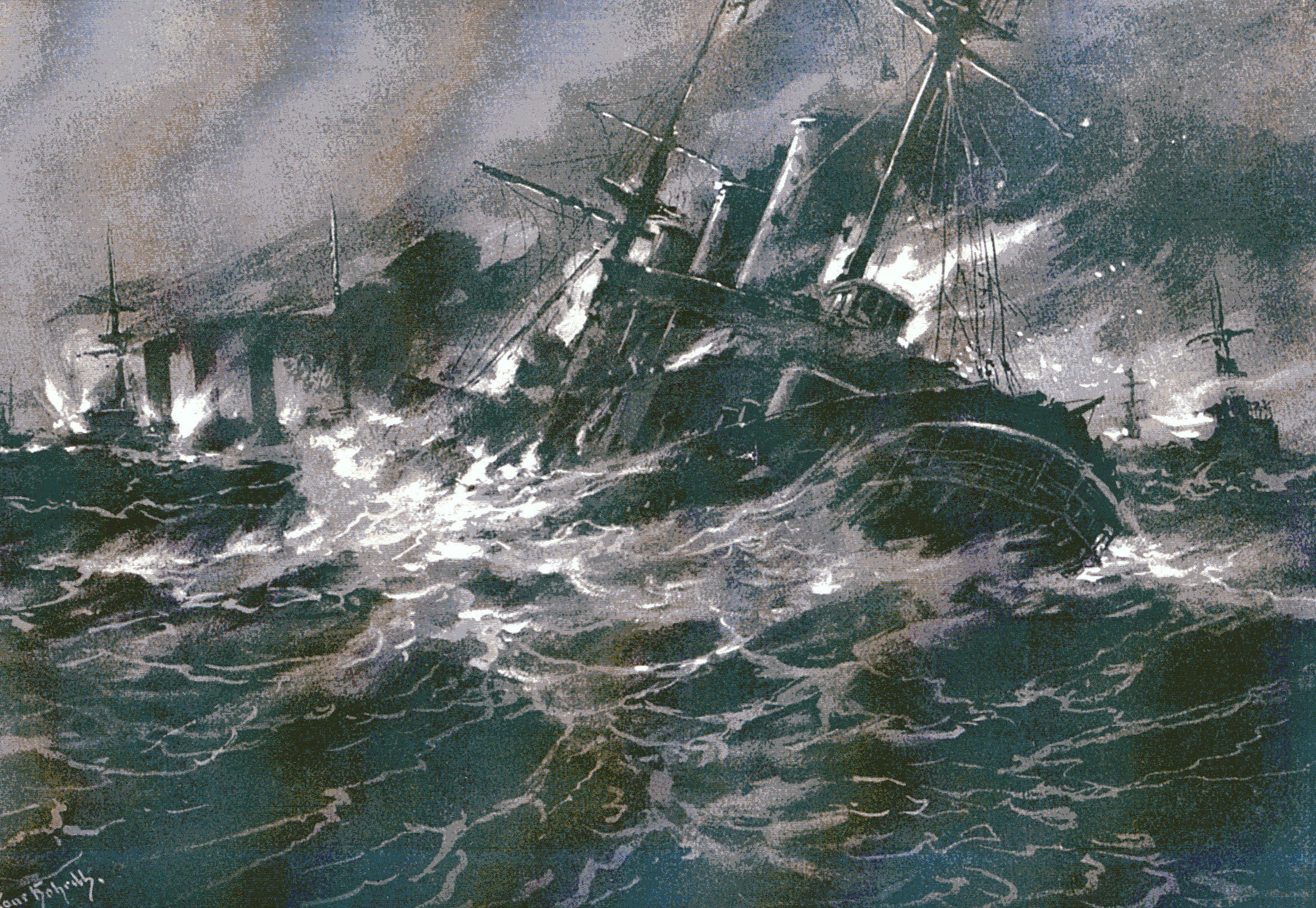
Batalla de Coronel, pintura de Hans Bohrdt.

Murieron 1654 marinos británicos, además de la pérdida de dos cruceros acorazados, por lo que el océano Pacífico quedó a merced de la escuadra alemana. Von Spee supuso que las Islas Malvinas, importante enclave británico en el océano Atlántico Sur, estaban indefensas y decidió dirigirse hacia allí para tomarlas.
Cabe destacar que las condiciones fueron favorables para la escuadra germana, ya que el sol al atardecer dejaba a la expedición naval británica expuesta nítidamente, mientras que los cruceros alemanes se desplazaban entre la costa y la flota británica y se perfilaban menos. Un oleaje fuerte inhabilitaba parte de la artillería de 152 mm de los cruceros Good Hope y Monmouth, ya que estaban montadas en la cintura de los navíos entre el puente y la línea de flotación. Las dos naves se hundieron frente a la isla Santa María afuera de la bahía de Coronel.

## Consecuencias del combate

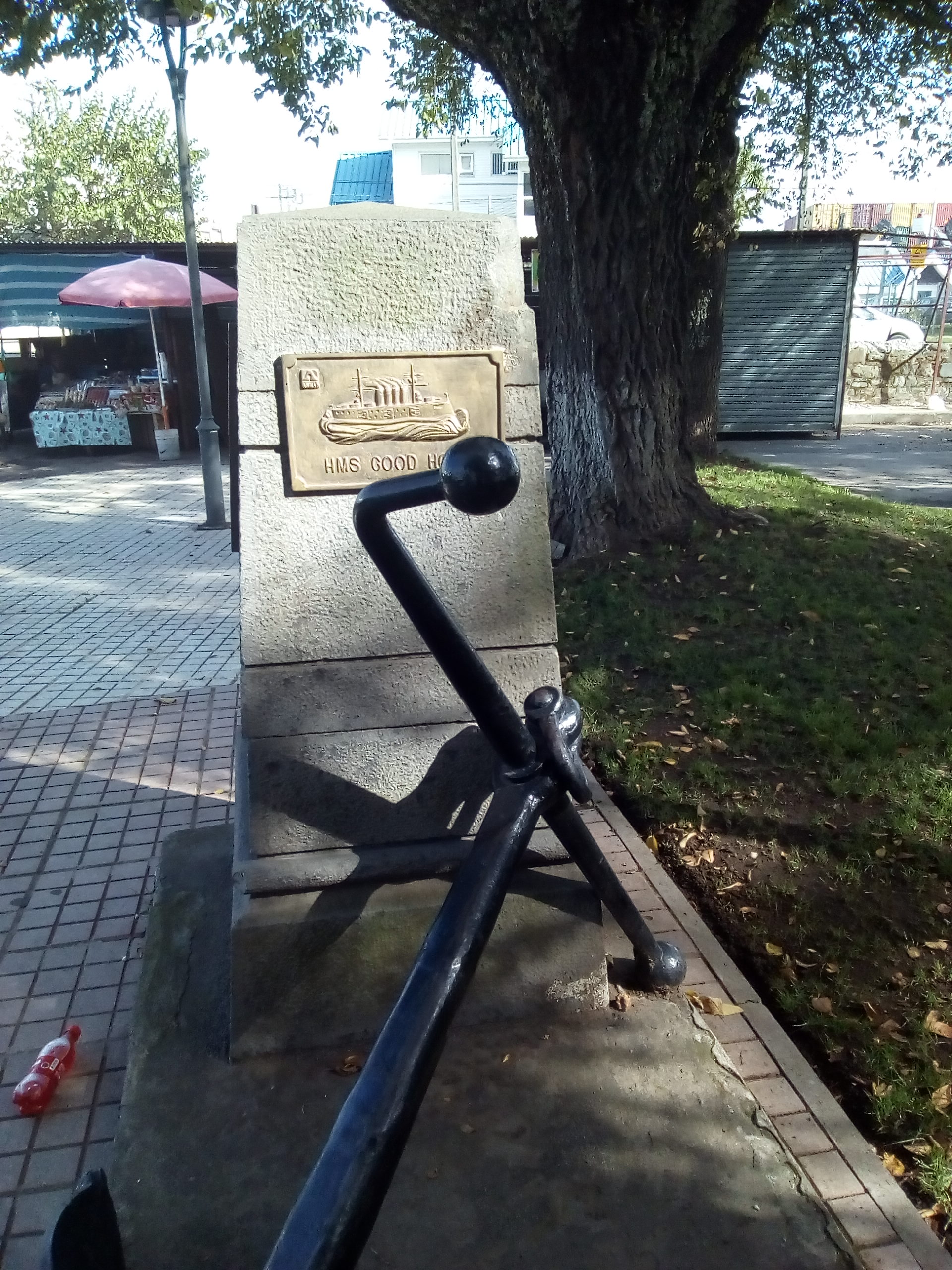
Placa en Coronel recordando la batalla.

El golpe al orgullo británico fue duro, ya que desde 1741, en la batalla de Cartagena de Indias, a manos de los españoles, la Marina Real Británica no había visto una derrota tan humillante. El Primer Lord del Almirantazgo recién asumido, sir John Arbuthnot Fisher, ordenó la inmediata partida del almirante sir Frederick Doveton Sturdee (hasta entonces jefe del Estado Mayor Naval y quien había negado los refuerzos solicitados por Cradock) junto con los cruceros de batalla HMS Invincible y su buque gemelo, el HMS Inflexible, a la zona del conflicto, lo que desencadenaría otra batalla naval más, la batalla de las islas Malvinas, que acabó con la destrucción de la escuadra de Von Spee.
Después de la batalla, la escuadra alemana anduvo victoriosa por los puertos chilenos y retrasó su partida a su futuro destino en 18 días que serían cruciales. Esto perdería a Von Spee, pues dio tiempo a los británicos para preparar la venganza a la afrenta de Coronel.
En la rada de Coronel, hay una placa recordatoria colocada por el gobierno chileno en honor a los caídos en el combate.